# Франциск Ксаверій Дмоховський
Франциск Ксаверій Дмоховський (пол. Franciszek Ksawery Dmochowski; 2 грудня 1762 — 20 червня 1808) — польський поет, письменник та перекладач часів занепаду Речі Посполитої.

## Життєпис
Походив зі шляхетського роду Дмоховських гербу Побуг. Народився на Підляшші у 1762 році. навчався спочатку в єзуїтські школі, потім у школі ордену піарів у м. Дорогочин. У 1778 році переїздить до коледжу піарів у м. Подолінець (сучасна Словаччина). Тут у 1778 році стає послушником монастиря піарів.
З 1783 до 1785 року викладав у школі піарів у м. Радом. У 1785 році призначений субпрефектом ордену у м. Варшава. У 1786—1787 роках викладав латину в коледжі у м. Ломжа, з 1788 році — знову у м. Радом. У 1789 році перебирається до Варшави, де вчителює.
У 1791 році призначається секретарем Гуґо Коллонтая, великого литовського референдара. У 1791—1793 роках Дмоховський був пастором приходу Воздвиження Святого Хреста у м. Коло. Під час Тарговицької конфедерації перебрався до Саксонії.
У 1794 році, під час повстання Костюшка, відмовився від священства та увійшов до Національної ради. Став видавати «Газету урядову» — основний орган повстанців. після придушення повстання перебрався до Парижу, проте незабаром повернувся до Польщі, де у 1800 році став секретарем Товариством друзів наук у Варшаві.
У 1801—1805 був співредактором газети «Новий Варшавський щоденник». У 1806 році переїхав до свого маєтку у Померанії. У 1808 році помер у м. Блоне на шляху з Варшави.

## Творчість
Найбільш значущим є віршована праця «Мистецтво поезії» (1788 рік). Написана за зразком «Поетичного мистецтва» французького поета Буало і повторює багато його положень. Водночас Дмоховський обґрунтовував теорію міщанської драми, що існувала до Дідро. Сучасність Дмоховский протиставляв античній тематиці, виступаючи проти відсталого трактування правил класицизму і стверджуючи, що для генія взагалі не існує естетичних канонів, — своєю творчістю він створює їх сам.
Також він є автором святкових віршів, брошур, трактатів політичного змісту (найвідоміший — «Про встановлення та падінні Конституції 3 травня 1791»). Одним з його головних досягнень був перший повний переклад «Іліади» Гомера польською мовою. Він також переклав фрагменти «Одіссеї», «Енеїди», низку творів Горація, Лукана, «Втрачений рай» Мільтона.